# Bayern-klass
Bayern-klassen var en klass av fyra super-dreadnought slagskepp som byggdes av den tyska kejserliga flottan. Klassen bestod av Bayern, Baden, Sachsen och Württemberg. Byggandet av fartygen inleddes strax före första världskriget; Baden kölsträcktes 1913, Bayern och Sachsen följde 1914 och Württemberg, det sista fartyget, kölsträcktes 1915. Endast Baden och Bayern färdigställdes, eftersom prioriteringarna inom varvsindustrin ändrades när kriget drog ut på tiden. Man kom fram till att ubåtarna var mer värdefulla för krigsinsatsen, och därför bromsades arbetet med nya slagskepp upp och stoppades slutligen helt och hållet. Bayern och Baden var därför de sista tyska slagskeppen som färdigställdes av Kaiserliche Marine.
Bayern och Baden togs i bruk i flottan i juli 1916 respektive mars 1917. Detta var för sent för att något av fartygen skulle kunna delta i skagerrakslaget den 31 maj och 1 juni 1916. Bayern tilldelades den flottstyrka som drev ut den kejserliga ryska flottan från Rigabukten under Operation Albion i oktober 1917, även om fartyget skadades allvarligt av en mina och var tvunget att dras tillbaka till Kiel för reparation. Baden ersatte Friedrich der Grosse som flaggskepp för högsjöflottan, men deltog inte i några strider.
Både Bayern och Baden internerades i Scapa Flow efter vapenstilleståndet i november 1918. Konteramiral Ludwig von Reuter, befälhavare för den internerade tyska flottan, beordrade att hans fartyg skulle sänkas den 21 juni 1919. Bayern lyckades skrotas, även om brittiska vakter lyckades stranda Baden för att förhindra att hon sjönk. Skeppet användes 1921 som mål för skjutövningar. Sachsen och Württemberg, som båda befann sig i olika stadier av färdigställande när kriget tog slut, skrotades. Bayern bärgades 1934 och skrotades året därpå.

## Design
Planeringen för klassen inleddes redan 1910 och man tog stor hänsyn till de nya fartygens bestyckning. Det hade blivit tydligt att andra flottor övergick till kanoner som var större än 30,5 cm, och därför skulle nästa tyska slagskepp också behöva ha större kanoner. Vapenavdelningen föreslog en 32 cm kanon, men vid ett möte den 11 maj 1910 beslutade amiral Alfred von Tirpitz, statssekreterare vid Reichsmarineamt (kejserliga marinkontoret), att budgetrestriktioner förhindrade införandet av större vapen. Året därpå, i efterdyningarna av Agadirkrisen, utnyttjade Tirpitz snabbt allmänhetens upprördhet över den brittiska inblandningen i krisen för att pressa riksdagen att anslå ytterligare medel till flottan. Detta öppnade upp för kraftfullare slagskepp, så Tirpitz begärde i mitten av 1911 medel för fartyg beväpnade med 34 cm kanoner.
I augusti samma år utarbetade designstaben studier för fartyg beväpnade med 35 cm, 38 cm och 40 cm kanoner. 40 cm kaliber fastställdes som det maximala, eftersom man (felaktigt) antog att det inte skulle gå att bygga brittiska kanoner som var större än så. Vid ett möte följande månad föredrog man ett fartyg beväpnat med tio 35 cm kanoner i fem torn eller åtta 40 cm kanoner i fyra torn. Vapenavdelningen förespråkade fartyget med 35 cm-kanoner och påpekade att det skulle ha 25% större chans att träffa sitt mål. Tirpitz frågade om ett blandat batteri med dubbla och tredubbla kanontorn, men efter att ha undersökt kanontornen på de österrikisk-ungerska slagskeppen av Tegetthoff-klass konstaterades det att trippelkanontornen fortfarande hade för många problem. Bland dessa brister fanns ökad vikt, minskad ammunitionstillgång och eldhastighet samt förlust av stridsförmåga om ett av tornen blev skadade.
Konstruktionsstudier visade att 35 cm-skeppet skulle ha ett deplacement på cirka 29 000 ton och kosta cirka 59,7 miljoner mark, medan 40 cm-skeppet skulle kosta cirka 60 miljoner mark och ha ett utrymme på 28 250 ton, men båda fartygen ansågs vara för dyra. Byggnadsavdelningen föreslog ett fartyg på 28 100 ton beväpnat med åtta 38 cm kanoner, vilket sänkte kostnaden till 57,5 miljoner mark per fartyg. Denna konstruktion antogs som grund för nästa klass av slagskepp den 26 september, och beslutet att anta 38 cm-kanonen fattades formellt den 6 januari 1912. Arbetet med designen fortsatte fram till 1912 och omfattade en vidareutveckling av den pansarlayout som hade använts i den tidigare König-klassen. Fartygen var ursprungligen planerade att beväpnas med åtta 8,8 cm luftvärnskanoner, men de färdigställdes inte med några. Eftersom utvecklingen av dieselmotorer visade sig vara problematisk antog konstruktörerna traditionella ångturbiner för fartygen, även om man hoppades att tillförlitliga dieselmotorer skulle finnas tillgängliga när det tredje fartyget av klassen var redo att börja byggas.
Finansieringen av fartygen skedde enligt den fjärde sjöfartslagen, som antogs 1912. Den fjärde marinlagen säkrade finansieringen av tre nya dreadnoughts, två lätta kryssare och en ökning med ytterligare 15 000 officerare och män i flottan för 1912. De stora fartygen som kölsträcktes 1912 var slagkryssare av Derfflinger-klassen, medan Bayern och Baden finansierades året därpå. Finansieringen av Sachsen skedde genom 1914 års budget, medan Württemberg finansierades genom krigsbudgeten. Det sista kvarvarande pre-dreadnought slagskeppet i Brandenburg-klassen, Wörth, skulle ersättas, liksom två äldre fartyg av Kaiser Friedrich III-klass, Kaiser Wilhelm II och Kaiser Friedrich III. Baden beställdes som Ersatz Wörth, Württemberg som Ersatz Kaiser Wilhelm II och Sachsen som Ersatz Kaiser Friedrich III. Bayern betraktades som ett tillägg till flottan och beställdes under det provisoriska namnet "T".

### Generella egenskaper
Bayern och Baden var 179,4 meter långa vid vattenlinjen och 180 meter långa totalt sett. Sachsen och Württemberg var något längre: 181,8 meter vid vattenlinjen och 182,4 meter totalt. Alla fyra fartygen hade en bredd på 30 meter och ett djupgående på mellan 9,3 och 9,4 meter. Bayern och Badens deplacement var mellan 28 530 ton och 32 200 ton. Württemberg och Sachsen var något tyngre, med 28 800 ton vid normalt deplacement och 32 500 ton vid full last. Fartygen var konstruerade med tvärgående och längsgående stålramar, över vilka de yttre skrovplattorna var nitade. Skrovet var indelat i 17 vattentäta skott och innehöll en dubbelbotten som löpte över 88 procent av skrovets längd.
Bayern och Baden betraktades av den tyska flottan som exceptionellt sjödugliga. Bayern och hennes systrar var stabila och mycket manövrerbara. Med en metacentrisk höjd på 2,53 m, var fartygen större än sina brittiska motsvarigheter och var stabila kanonplattformar för de begränsade ytorna i Nordsjön. Fartygen i Bayern-klassen hade en standardbesättning på 42 officerare och 1 129 värnpliktiga; när de tjänstgjorde som eskaderns flaggskepp krävdes ytterligare 14 officerare och 86 man. Fartygen medförde flera mindre farkoster, bland annat en piketbåt, tre pråmar, två sjösättningsbåtar och fyra jollar.

### Maskineri
Bayern och Baden var utrustade med elva koleldade Schulz-Thornycroft-pannor och tre oljeeldade Schulz-Thornycroft-pannor i nio pannrum. Tre uppsättningar Parsonturbiner drev trebladiga propellrar som hade en diameter på 3,87 meter. Bayerns och Badens motorer var konstruerade för att kunna arbeta med 34 521 axelhästkrafter (25 742 kW) vid 265 varv per minut; vid försök uppnådde fartygen 55 201 shp (41 163 kW) respektive 55 505 shp (41 390 kW). Båda fartygen hade en maximal hastighet på 22 knop (41 km/h). De två första fartygen var konstruerade för att rymma 900 ton kol och 200 ton olja, även om användningen av ytterligare utrymmen i skrovet ökade den totala bunkringen till 3 400 ton kol och 620 ton olja. Detta möjliggjorde en räckvidd på 5 000 nautiska mil (9 300 km) vid en hastighet på 12 knop (22 km/h). Vid 15 knop (28 km/h) minskade räckvidden till 4 485 nmi (8 306 km), vid 17 knop (31 km/h) sjönk räckvidden till 3 740 nmi (6 930 km), och vid 21,5 knop (39,8 km/h) kunde fartygen endast färdas 2 390 nmi (4 430 km). Fartygen hade åtta dieselgeneratorer som försåg varje fartyg med totalt 2 400 kilowatt elektrisk kraft på 220 volt.
Sachsen och Württemberg designades för att vara en knop snabbare än det tidigare fartygsparet. Württemberg fick ett kraftfullare maskineri som skulle ha producerat 47 343 shp (35 304 kW) för en hastighet på 22 knop. På Sachsen skulle en MAN-dieselmotor som producerade 11 836 hk (8 826 kW) installeras på den centrala axeln, medan ångturbiner drev de yttre axlarna, men dieselmotorn var inte klar i slutet av kriget, och den färdigställdes först 1919 för att testas av Naval Inter-Allied Control Commission. Det kombinerade kraftverket skulle ha producerat 53 261 shp (39 717 kW) för en teoretisk hastighet på 22,5 knop.

### Bestyckning

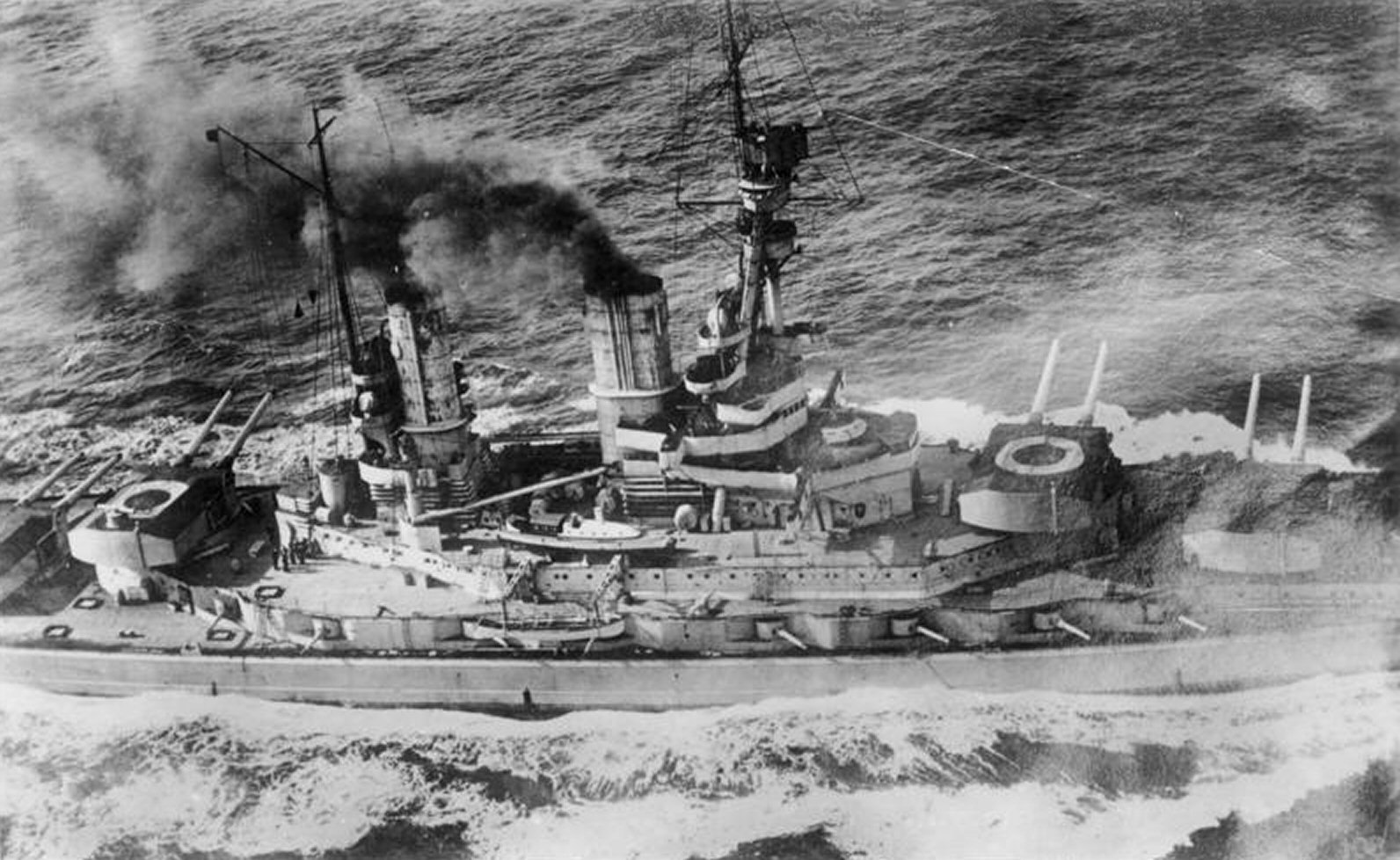
Sms Baden.

Slagskeppen i Bayern-klassen var beväpnade med ett huvudbatteri med åtta 38 cm SK L/45-kanoner i fyra Drh LC/1913-dubbelkanontorn. Dessa torn gjorde det möjligt att sänka kanonerna till -8 grader och höja dem till 16 grader. Kanonerna var tvungna att återställas till 2,5 grader för att kunna laddas om. Kanonfästena för Bayern modifierades senare för att tillåta elevation upp till 20 grader. Som de ursprungligen var konfigurerade hade kanonerna en maximal räckvidd på 20 250 meter, men Bayerns modifierade kanoner kunde nå 23 200 meter. Varje torn var försett med en stereoavståndsmätare. Huvudbatteriet försågs med sammanlagt 720 granater eller 90 skott per kanon; det var 750-kilograms granater som var lätta för kanoner av deras kaliber. Granattilldelningen var uppdelad mellan pansarbrytande och högexplosiva versioner, med 60 av de förstnämnda och 30 av de sistnämnda. På ett avstånd av 20 000 meter kunde de pansarbrytande granaterna penetrera upp till 336 mm stålplåt. Kanonerna hade en eldhastighet på cirka en granat var 38:e sekund. Mynningshastigheten var 805 meter per sekund.
Efterkrigstester som utfördes av den brittiska Royal Navy visade att kanonerna på Baden kunde vara redo att avfyra igen 23 sekunder efter avfyrning, vilket var betydligt snabbare än deras brittiska motsvarigheter, Queen Elizabeth-klassen, som tog 36 sekunder mellan salvorna. De kanoner som hade byggts för slagskeppen Sachsen och Württemberg användes som tunga belägringsvapen med lång räckvidd på västfronten, som kustartilleri i det ockuperade Frankrike och Belgien och några få som järnvägsartilleri; dessa kanoner kallades Langer Max.
Fartygen var också beväpnade med ett sekundärt batteri med sexton 15 cm SK L/45 snabbskjutande kanoner, var och en monterad i bepansrade kasematter på sidan av det övre däcket. Dessa kanoner var avsedda för försvar mot torpedbåtar och försågs med totalt 2 240 granater. Kanonerna kunde bekämpa mål på upp till 13 500 meter, och efter förbättringar 1915 utökades räckvidden till 16 800 meter. Kanonerna kunde upprätthålla en eldhastighet på 5 till 7 skott per minut. Granaterna vägde 45,3 kg och var laddade med en 13,7 kg RPC/12-drivladdning i en mässingspatron. Kanonerna avfyrade med en mynningshastighet på 835 meter per sekund. Kanonerna förväntades avfyra cirka 1 400 patroner innan de behövde bytas ut. Bayern och Baden var också utrustade med ett par 8,8 cm SK L/45-flakkanoner, som levererades med 800 patroner. Kanonerna var placerade i MPL C/13-fästen, som tillät sänkning till -10 grader och höjning till 70 grader. Kanonerna avfyrade 9 kg tunga granater och hade ett effektivt tak på 9 150 m vid 70 grader.
Som brukligt var på huvudskepp under den här perioden var Bayern-klassens fartyg beväpnade med fem 60 cm undervattenstorpedtuber. En tub var monterad i fören och två på varje bredsida. Totalt kunde 20 torpeder transporteras per fartyg. När både Bayern och Baden gick på minor 1917 visade skadorna på strukturella svagheter som orsakats av torpedtuberna, och båda fartygen fick sina laterala torpedtuber borttagna. Torpederna var av typen H8, som var 9 m långa och bar en 210 kg tung hexanitstridsspets. Torpederna hade en räckvidd på 8 000 meter när de sattes in med en hastighet på 35 knop (65 km/h); vid en minskad hastighet på 28 knop (52 km/h) ökade räckvidden avsevärt till 15 000 meter.

### Pansar

Ritning över Baden-klassens pansar.

Fartygen i Bayern-klassen var skyddade med Krupp-pansar av cementerat stål, vilket var standard för tyska örlogsfartyg under den här perioden. De hade ett 350 mm tjockt pansarbälte i fartygets centrala citadell, där fartygets viktigaste delar var placerade. Detta innefattade ammunitionsmagasin och maskinutrymmen. Bältet reducerades i mindre kritiska områden, till 200 mm framåt och 170 mm bakåt. Fören och aktern skyddades inte alls av pansar. Ett 50 mm tjockt torpedskott löpte längs hela skrovet, flera meter bakom huvudbältet. Det huvudsakliga pansrade däcket var 60 mm tjockt på de flesta ställen, även om tjockleken på de sektioner som täckte de viktigare delarna av fartyget ökades till 100 mm.
Huvudbatteriets kanontorn var kraftigt bepansrade: tornsidorna var 350 mm tjocka och taken 200 mm tjocka. 15 cm-kanonerna hade 170 mm tjock pansarplåt på kasematterna; själva kanonerna hade 80 mm tjocka sköldar för att skydda besättningen från granatsplitter.
Sachsens pansarlayout ändrades något till följd av den planerade dieselmotorn, som var betydligt högre än en turbin. En glacis över dieseln lades till som var 200 mm tjock på sidorna, 140 mm tjock i båda ändarna och 80 mm tjock på toppen. Hennes bälte modifierades också något, med 30 mm som sträckte sig förbi den främre 200 mm tjocka sektionen hela vägen till förmaket.

## Byggnation

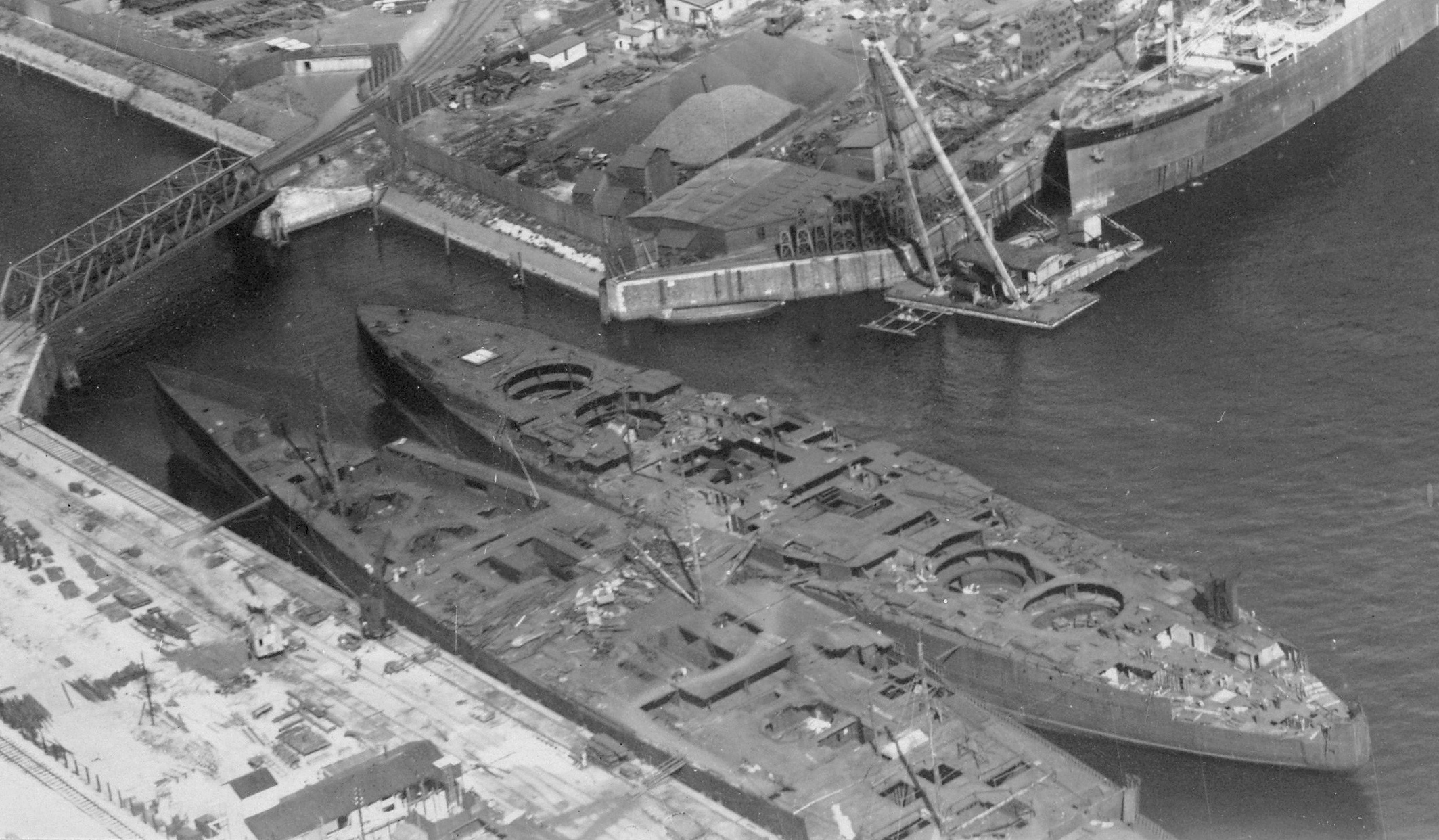
Württemberg tillsammans med Prinz Eitel Friedrich i Hamburg 1920.

Klassen var planerad att bestå av fyra fartyg. Bayern byggdes av Howaldtswerke i Kiel med byggnadsnummer 590. Fartyget påbörjades 1913, sjösattes den 18 februari 1915 och färdigställdes den 15 juli 1916. Baden byggdes av Schichau-varvet i Danzig under byggnadsnummer 913. Fartyget sjösattes den 30 oktober 1915 och togs i bruk i flottan den 14 mars 1917. Sachsen kölsträcktes på Germaniawerfts varv i Kiel, med byggnadsnummer 210. Hon sjösattes den 21 november 1916, men blev inte färdigställd. Sachsen var då nio månader från att vara färdigställt. Württemberg byggdes av AG Vulcan-varvet i Hamburg med byggnadsnummer 19. Hon sjösattes den 20 juni 1917 men blev inte heller hon färdig och skrotades 1921. Vid tidpunkten för uppsägningen var Württemberg cirka 12 månader från att vara färdigställt.

### Skepp i klassen
| Namn        | Varv                   | Namne       | Påbörjad         | Sjösättning      | Levererad                                              | Öde                                                    |
| ----------- | ---------------------- | ----------- | ---------------- | ---------------- | ------------------------------------------------------ | ------------------------------------------------------ |
| Bayern      | Howaldtswerke, Kiel    | Bavaria     | 22 december 1913 | 18 februari 1915 | 15 juli 1916                                           | Sänkt vid Scapa Flow 21 juni 1919                      |
| Baden       | Schichau-Werke, Danzig | Baden       | 20 december 1913 | 30 oktober 1915  | 14 mars 1917                                           | Sänkt som målfartyg i augusti 1921                     |
| Sachsen     | Germaniawerft, Kiel    | Saxony      | 15 april 1914    | 21 november 1916 | Avbeställd innan färdigställande. Senare skrotade 1921 | Avbeställd innan färdigställande. Senare skrotade 1921 |
| Württemberg | AG Vulcan, Hamburg     | Württemberg | 4 januari 1915   | 20 juni 1917     | Avbeställd innan färdigställande. Senare skrotade 1921 | Avbeställd innan färdigställande. Senare skrotade 1921 |

## Tjänstgöring

### Flottinsatsen 18-19 augusti 1916
Under flottinsatsen 18-19 augusti 1916 skulle första spaningsgruppen som leddes av amiral Franz von Hipper, bombardera kuststaden Sunderland i ett försök att locka fram och förstöra Beattys örlogsfartyg. Eftersom Moltke och Von der Tann var de enda två återstående tyska slagkryssare som fortfarande var i stridbart skick efter Skagerrakslaget, tilldelades enheten tre dreadnoughts för operationen: Bayern, Markgraf och Grosser Kurfürst. Amiral Scheer och resten av Högsjöflottan, med 15 egna dreadnoughts, skulle följa efter och ge beskydd. Britterna kände till de tyska planerna och skickade ut Grand Fleet för att möta dem. Klockan 14.35 hade Scheer blivit varnad om att Grand Fleet närmade sig och eftersom han inte ville engagera hela Grand Fleet bara elva veckor efter den mycket nära sammandrabbningen vid Jylland, vände han sina styrkor och drog sig tillbaka till de tyska hamnarna.

### Operation Albion
I början av september 1917, efter att Tyskland hade erövrat den ryska hamnen i Riga, beslutade den tyska flottan att driva ut de ryska flottstyrkorna som fortfarande höll Rigabukten. För detta ändamål planerade flottans överkommando en operation för att inta de baltiska öarna Ösel, särskilt de ryska kanonbatterierna på halvön Svorbe. Den 18 september gavs order om en gemensam armé- och marinoperation för att erövra Ösel och Moon; den primära marina komponenten skulle bestå av flaggskeppet, slagkryssaren Moltke, tillsammans med tredje stridsskvadronen från högsjöflottan. V-divisionen omfattade de fyra slagskeppen av König-klassen och var vid denna tidpunkt förstärkt med Bayern. VI-divisionen bestod av de fem slagskeppen av Kaiser-klassen. Tillsammans med nio lätta kryssare, tre torpedbåtsflottiljer och dussintals minröjningsfartyg uppgick hela styrkan till cirka 300 fartyg och stöddes av över 100 flygplan och sex zeppelinare. Invasionsstyrkan uppgick till cirka 24 600 officerare och värnpliktiga. Mot tyskarna stod de gamla ryska pre-dreadnoughterna Slava och Tsesarevich, pansarkryssarna Bayan, Admiral Makarov och Diana, 26 jagare och flera torpedbåtar och kanonbåtar. Garnisonen på Ösel uppgick till cirka 14 000 man.
Operationen inleddes den 12 oktober när Moltke, Bayern och Königs-slagskeppen började beskjuta de ryska kustbatterierna i Taggaviken. Samtidigt attackerade Kaiser-slagskeppen batterierna på halvön Svorbe; målet var att säkra kanalen mellan öarna Moon och Dagö, vilket skulle blockera den enda flyktvägen för de ryska fartygen i viken. Både Grosser Kurfürst och Bayern gick på minor när de manövrerade in i sina stridspositioner; skadorna på den förstnämnda var minimala och fartyget kunde fortsätta striden. Bayern skadades allvarligt och tillfälliga reparationer visade sig vara ineffektiva. Skeppet måste dras tillbaka till Kiel för reparation; återresan tog 19 dagar.

### Flottinsatsen 23- 24 april 1918

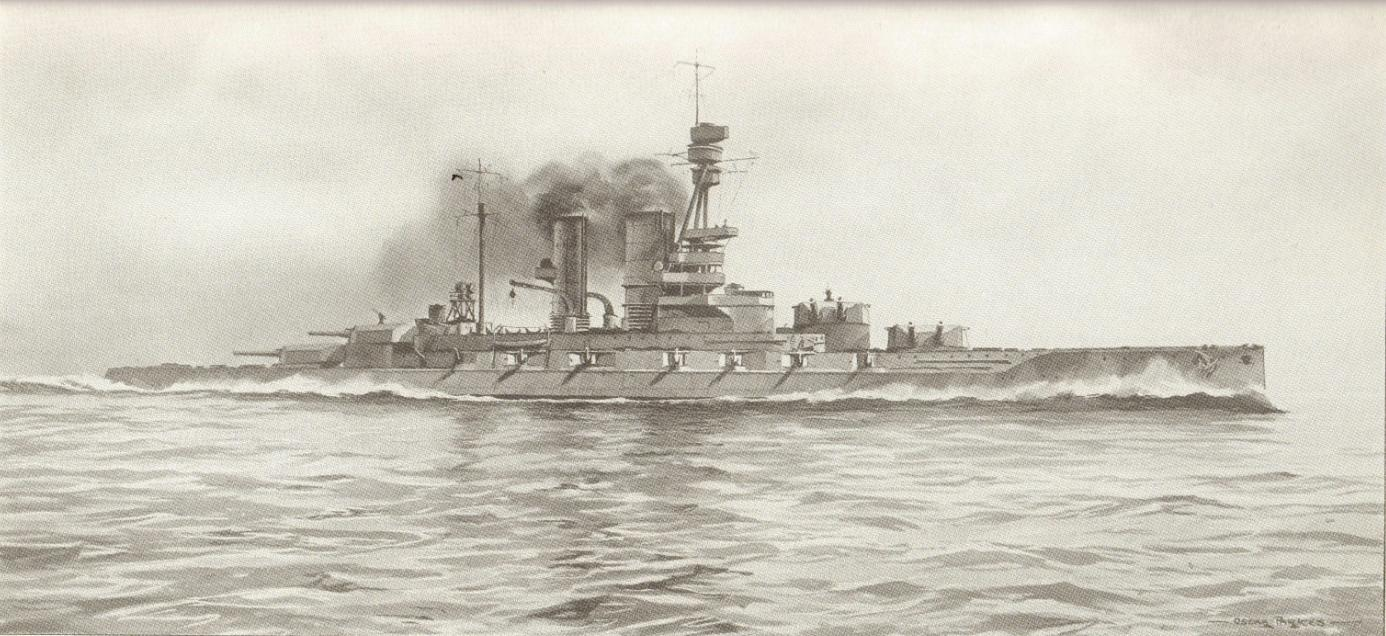
En teckning av Baden.

I slutet av 1917 började högsjöflottan genomföra räder med lätta fartyg i Nordsjön mellan Storbritannien och Norge. Den 17 oktober hittade de tyska lätta kryssarna Brummer och Bremse en konvoj bestående av tolv fartyg som eskorterades av ett par jagare och förstörde den; endast tre handelsfartyg lyckades undkomma. Den 12 december hittade fyra tyska jagaren annan konvoj med fem fartyg och två eskorterande jagare och förstörde den. Detta fick amiral David Beatty, överbefälhavare för Grand Fleet, att avdela flera slagskepp och slagkryssare för att skydda konvojerna i Nordsjön. Detta gav amiral Scheer det tillfälle som han hade väntat på under hela kriget: möjligheten att isolera och eliminera en del av Grand Fleet.
Klockan 05.00 den 23 april 1918 lämnade hela högsjöflottan, inklusive Bayern och Baden, hamnen med avsikt att fånga en av de tungt eskorterade konvojerna. Radiotrafiken hölls till ett minimum för att förhindra att britterna skulle få reda på operationen. Klockan 05:10 den 24 april drabbades slagkryssaren Moltke av allvarliga mekaniska problem och måste bogseras tillbaka till Wilhelmshaven. Klockan 14.10 hade konvojen fortfarande inte lokaliserats och Scheer vände därför högsjöflottan tillbaka mot tyska vatten. I själva verket seglade ingen konvoj den 24 april; den tyska marinens underrättelsetjänst hade räknat fel på seglingsdatumet med en dag.

### Matrosupproret
I oktober 1918 planerade amiral Hipper, som nu var befälhavare för hela högsjöflottan, en sista strid mot Grand Fleet. Amiral Reinhard Scheer, chefen för flottans stab, godkände planen den 27 oktober, och operationen fastställdes till den 30 oktober. När flottan beordrades att samlas i Wilhelmshaven den 29 oktober började krigströtta besättningar desertera eller öppet ignorera sina order. Besättningarna ombord på slagskeppen König, Kronprinz och Markgraf demonstrerade för fred. Besättningen ombord på Thüringen var den första som öppet gjorde myteri; Helgoland och Kaiserin anslöt sig också. På kvällen den 29:e flög revolutionens röda flaggor från masterna på dussintals örlogsfartyg i hamnen. Trots detta beslutade Hipper att hålla ett sista möte ombord på Baden - hans flaggskepp - för att diskutera operationen med flottans högre officerare. Följande morgon stod det klart att myteriet var för långt framskridet för att möjliggöra en flottaktion. I ett försök att slå ner revolten beordrade han en av stridseskadrarna att avgå mot Kiel. Den 5 november hade röda flaggor hissats på alla slagskepp i hamnen utom König, som dock också beslagtogs av ett sjömansråd den 6 november.

### Öde
Efter vapenstilleståndet med Tyskland i november 1918 skulle majoriteten av högsjöflottan interneras i den brittiska flottbasen i Scapa Flow. Bayern var ett av de fartyg som skulle överlåtas, men Baden var det inte till en början. I stället begärdes slagkryssaren Mackensen, som britterna trodde var färdigbyggd. När det blev uppenbart för de allierade att Mackensen fortfarande var under konstruktion beordrades Baden att ersätta den. Den 21 november 1918 lämnade de fartyg som skulle interneras under konteramiral Ludwig von Reuters befäl sin bas i Tyskland för sista gången. Flottan mötte upp med den lätta kryssaren HMS Cardiff, innan den mötte en massiv flottilj av cirka 370 brittiska, amerikanska och franska örlogsfartyg för resan till Scapa Flow. Baden anlände ensamt till Scapa Flow den 14 december 1918.
När fartygen internerades fick de sina kanoner oskadliggjorda genom att man avlägsnade slutstyckena. Flottan förblev i fångenskap under de förhandlingar som ledde till Versaillesfreden. Det blev uppenbart för Reuter att britterna hade för avsikt att beslagta de tyska fartygen den 21 juni, vilket var den sista dag då Tyskland skulle ha undertecknat fredsfördraget. För att förhindra detta beslutade han att sänka sina fartyg vid första möjliga tillfälle. På morgonen den 21 juni lämnade den brittiska flottan Scapa Flow för att genomföra övningsmanövrar; klockan 11.20 överförde Reuter ordern till sina fartyg. Bayern sjönk kl. 14.30, men Baden gick på grund av brittiska vakter och var det enda huvudskeppet som inte sjönk. Efter att ha blivit återupptagen och grundligt undersökt, användes Baden som kanonmål och sänktes slutligen den 16 augusti 1921 sydväst om Portsmouth. Baden lyftes upp för skrotning den 1 september 1934 och bröts upp under det följande året i Rosyth.
Ofärdiga Sachsen och Württemberg ströks från den tyska flottan enligt artikel 186 i Versaillesfreden. Sachsen såldes för skrotning 1920 till skeppsbrytare vid Kiel Arsenal. Württemberg såldes året därpå och skrotades i Hamburg.